# Fernando Rocha
Fernando Rocha est un humoriste portugais, né le 2 juillet 1975, Fernando Alberto Pinto Pereira Alves da Rocha, à Gondomar.
Il s'est produit dans le programme télévisé Rite-Rite en 2000 de la chaine privée TVI. À cette époque il était électricien.

## Enregistrements

### Discographie
- Portugal a rir 1 (2001)
- Portugal a rir 2 (2002)
- Portugal a rir 3 (2003)
- Portugal a rir 4 (2004)
- 005 Licença para rir (2005)
- Portugal a rir 6 (2006)
- Portugal a rir 7 (2009)

### DVD
- O DVD
- Ao Vivo no Coliseu do Porto

### Livre
- Natacha Lima Reis, Fernando Rocha – A Minha Vida Numa Anedota, Prime Books, 2006